# Christiaan Lindemans

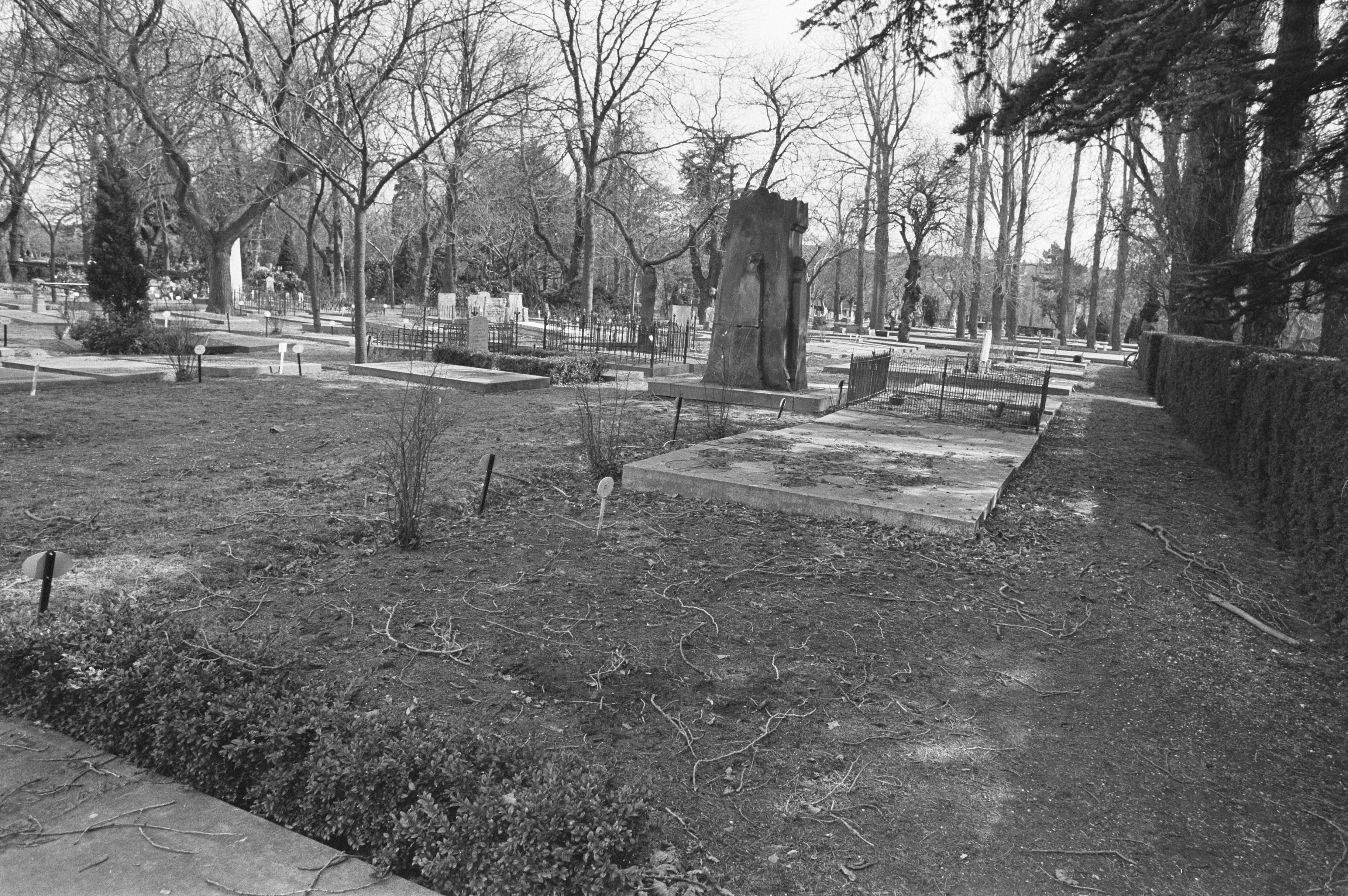
Graf van Christiaan Lindemans, Rotterdam.

Christiaan Antonius (Chris) Lindemans, bekender als "King Kong" (Rotterdam, 24 oktober 1912 – 's-Gravenhage, 20 juli 1946), was een Nederlands dubbelspion ten tijde van de Tweede Wereldoorlog.

## Biografie
Lindemans zat in het verzet, maar liep over naar de Duitse bezetter. Op dat moment was hij actief in het verzet in Brussel. In september 1944 werd hij door de Engelse inlichtingendiensten, die hem nog vertrouwden, naar vijandelijk gebied gezonden om het Nederlandse verzet op de hoogte te brengen van de aankomende Operatie Market Garden. Na in de nacht van 14 op 15 september door de linies te zijn gegaan, meldde hij zich bij het Nederlandse hoofdkwartier van de Abwehr in Driebergen en bracht daar verslag uit van zijn bevindingen. De plaats die hij noemde als geallieerd aanvalsdoel, was - volgens in 2000 gedeclasseerde MI5-archieven - Eindhoven, niet Arnhem. De Duitse militaire autoriteiten hebben deze incomplete informatie niet gebruikt, zodat het 'verraad van Lindemans' zonder enige betekenis is geweest voor het verloop van de slag.
Het is onduidelijk gebleven of Lindemans door de linies getrokken is met het doel om de operatie te verraden, of dat hij de operatie verraden heeft uit angst voor de Duitse autoriteiten. Na de bevrijding van Eindhoven op 18 september 1944 speelde Lindemans de rol van verzetsheld, maar op 28 oktober 1944 werd hij gearresteerd omdat hij verdacht werd van het doorspelen van informatie aangaande Operatie Market Garden aan de Duitse vijand. 
In haar boek Spionne in het derde rijk (1944) stelt Maria de Meersman dat zij Lindemans reeds in de zomer van 1944 ontmaskerde als dubbelspion. Onduidelijk blijft waarom de Engelse inlichtingendiensten dan in september 1944 nog genoeg vertrouwen in Christiaan Lindemans hadden om hem over de linies te sturen om het Nederlandse verzet op de hoogte te brengen van Operatie Market Garden.

## Overlijden
Omtrent de toedracht van het verraad en de dood van Lindemans bestaan verschillende theorieën:
- Oreste Pinto, De Fuik. Spionage contra Spionage. Amsterdam, Scheltens & Giltay, 1962
- in de boeken van Bob de Graaff (zie onder Literatuur)
- Gerard Aalders & Koen Hilbrink, De Affaire Sanders, spionage en intriges in herrijzend Nederland. Den Haag, SDU, 1996
- Philip Dröge, Beroep: meesterspion. Het geheime leven van prins Bernhard Amsterdam, Vassallucci, 2002
- Maria de Meersman, Spionne in het Derde Rijk. Leuven, Van Halewyck, 2004
- Dik van der Meulen, Bernhards oorlog, Het leven van een prins in ballingschap. Amsterdam, Querido, 2023

Loe de Jong schrijft in deel 10a van Het Koninkrijk der Nederlanden in de Tweede Wereldoorlog dat Lindemans op 26 juli zelfmoord pleegde. In deel 12 epiloog (1e band) schrijft De Jong dat Lindemans vermoedelijk vermoord is. Volgens Tomas Ross is King Kong vermoord met arsenicum.
Dik van der Meulen schrijft in 2023 in Bernhards Oorlog dat Lindemans, samen met een verpleegster met wie hij een relatie had, pillen innam om zelfmoord te plegen. De verpleegster bleef in leven, omdat op de ziekenzaal van de strafgevangenis in Scheveningen haar maag kon worden gespoeld. In de gevangenis was echter maar één spoelmachine aanwezig: Lindemans werd naar elders overgebracht waardoor de ingreep voor hem te laat kwam.

## Fictie
Willem-Frederik Hermans schreef in 1967-1968 op uitnodiging van de gemeente Amsterdam het toneelstuk King Kong over de affaire-Lindemans. Hij baseerde zich op de verslagen van de Parlementaire Enquêtecommissie die jarenlang zijn dagelijkse lectuur hadden gevormd. Hermans bood het toneelstuk vervolgens aan de Nederlandse Televisie Stichting (NTS) aan. Na consultatie van Loe de Jong zag de NTS echter van samenwerking met Hermans af. Het toneelstuk verscheen pas in 1972 in druk. In 2006 publiceerde Tomas Ross onder dezelfde titel een faction-boek over Lindemans.